# État de Nueva Esparta
Nueva Esparta est l'un des 23 États (estados) du Venezuela. Il comprend les îles de Margarita, Coche et Cubagua. Sa capitale est La Asunción sur l'île de Margarita. En 2011 sa population s'élevait à 491 610 habitants.

## Histoire
L'État fut fondé en 1909 et l'île de Cubagua fut ajoutée en 1947. 

### Toponymie
Le nom de Nueva Esparta signifie « Nouvelle Sparte » en espagnol. Son nom s'explique par l'héroïsme dont firent preuve ses habitants pendant la guerre d'indépendance du Venezuela, comparable à celui des Spartiates de l'Antiquité face à Athènes.

## Géographie

### Situation
L'État est le plus petit des États du Venezuela. Il est situé au large de la côte vénézuélienne sur la mer des Caraïbes. C'est le seul État insulaire du Venezuela. L'île principale de Margarita s'étend sur 934 km2. 

## Démographie, société et religions

### Démographie
Selon l'Institut national de la statistique (Instituto Nacional de Estadística en espagnol), la population a augmenté de 67,73 % entre 2001 et 2011 et s'élève à 491 610 habitants lors de ce dernier recensement:
| 2001    | 2011    |
| ------- | ------- |
| 373 851 | 552 011 |

La capitale de l'État est La Asunción, mais le principal centre urbain est Porlamar. Les autres villes importantes sont : Juan Griego, Pampatar (siège des Affaires maritimes), Punta de Piedras, San Juan Bautista, Las Guevaras, Las Hernández, Villa Rosa, Bella Vista, El Valle del Espíritu Santo.

## Administration et politique

### Subdivisions
L'État est divisé en 11 municipalités totalisant 19 divisions territoriales dont 11 paroisses civiles et 8 « capitales », ou « parroquia capital », en espagnol. En effet, dans la majorité des municipalités de l'État, la législation n'accorde pas de type de nom particulier à la division correspondant au territoire où se situe son chef-lieu ; l'Institut national de la statistique du Venezuela a créé le terme de « parroquia capital », ici traduit par le terme « capitale » à cette fin ; cette division territoriale et statistique est identifiée dans ce présent tableau par le nom en italiques suivi d'une astérisque :
| Municipalité         | Localisation | Chef-lieu                   | Nombre de divisions territoriales (paroisses civiles + « capitales ») | Paroisses civiles (capitales)                                                                                    | Population (2001) | Population (2011) |
| -------------------- | ------------ | --------------------------- | --------------------------------------------------------------------- | --- | ----------------- | ----------------- |
| Antolín del Campo    |              | La Plaza de Paraguachí      | 0                                                                     | (aucune) | 20 325            | 28 294            |
| Arismendi            |              | La Asunción                 | 0                                                                     | (aucune) | 23 097            | 28 309            |
| Díaz                 |              | San Juan Bautista           | 2 (1 + 1)                                                             | Capitale Díaz * (San Juan Bautista) Zabala (La Guardia)                                                          | 47 257            | 71 466            |
| García               |              | El Valle del Espíritu Santo | 2 (1 + 1)                                                             | Capitale García * (El Valle del Espíritu Santo) Francisco Fajardo (Villa Rosa)                                   | 45 606            | 68 490            |
| Gómez                |              | Santa Ana                   | 5 (4 + 1)                                                             | Bolívar (El Maco) Capitale Gómez * (Santa Ana) Guevara (Tacarigua) Matasiete (Pedro González) Sucre (Altagracia) | 30 237            | 40 409            |
| Maneiro              |              | Pampatar                    | 2 (1 + 1)                                                             | Aguirre (El Pilar) Capitale Maneiro * (Pampatar)                                                                 | 35 400            | 48 952            |
| Marcano              |              | Juan Griego                 | 2 (1 + 1)                                                             | Adrián (Los Millanes) Capitale Marcano * (Juan Griego)                                                           | 28 256            | 35 691            |
| Mariño               |              | Porlamar                    | 0                                                                     | (aucune) | 84 534            | 97 667            |
| Península de Macanao |              | Boca de Río                 | 2 (1 + 1)                                                             | Capitale Península de Macanao * (Boca de Río) San Francisco (Boca de Pozo)                                       | 20 935            | 26 423            |
| Tubores              |              | Punta de Piedras            | 2 (1 + 1)                                                             | Capitale Tubores * (Punta de Piedras) Los Barales (El Guamache)                                                  | 29 962            | 36 924            |
| Villalba             |              | San Pedro de Coche          | 2 (1 + 1)                                                             | Capitale Villalba * (San Pedro de Coche) Vicente Fuentes (Güinima)                                               | 8 242             | 8 985             |
| Total                |              |                             | 19 (11 + 8)                                                           | | 373 851           | 491 610           |

### Organisation des pouvoirs
Le pouvoir exécutif est l'apanage du gouverneur. L'actuel gouverneur est Morel Rodríguez depuis le 22 novembre 2021.
| Photo | Scrutin | Période                            | Nom du gouverneur     | Parti politique | Résultat électoral | Notes                   |
| ----- | ------- | ---------------------------------- | --------------------- | --------------- | ------------------ | ----------------------- |
|       | 1989    | 1990 - 1992                        | Morel Rodríguez Ávila | AD              | 49.02 %            | Premier gouverneur élu  |
|       | 1992    | 1992 - 1994                        | Morel Rodríguez Ávila | AD              | 48.81 %            |                         |
|       | 1994    | 1994 - 1995                        | Morel Rodríguez Ávila | AD              | 50.43 %            |                         |
|       | 1995    | 1995 - 1998                        | Rafael Tovar          | Copei           | 48.25 %            |                         |
|       | 1998    | 1998 - 1999                        | Rafael Tovar          | Copei           | 46.31 %            | Réélu, mort en exercice |
|       | 1999    | 20 avril 1999 - 8 juin 2000        | Irene Sáez            | MVR + IRENE     | 70.29 %            |                         |
|       | 2000    | 2000 - 2004                        | Alexis Navarro Rojas  | MVR             | 49.82 %            |                         |
|       | 2004    | 31 octobre 2004 - 2008             | Morel Rodríguez       | AD              | 51.33 %            |                         |
|       | 2008    | 2008 - 28 décembre 2012            | Morel Rodríguez       | AD              | 57.53 %            |                         |
|       | 2012    | 28 décembre 2012 - 23 octobre 2017 | Carlos Mata Figueroa  | PSUV            | 54.06 %            |                         |
|       | 2017    | 23 octobre 2017 - 21 novembre 2021 | Alfredo Díaz          | AD              | 51.81 %            |                         |
|       | 2021    | 22 novembre 2021                   | Morel Rodríguez       | AD + FV         | 48.52 %            | Actuel gouverneur       |

## Sources
- (es) Cet article est partiellement ou en totalité issu de l’article de Wikipédia en espagnol intitulé « Gobernador de Nueva Esparta » (voir la liste des auteurs).